# Jaden Ivey
Jaden Edward Dhananjay Ivey (South Bend, Indiana, 13 de febrero de 2002) es un jugador de baloncesto estadounidense que pertenece a la plantilla de los Detroit Pistons de la NBA. Con 1,93 metros de estatura, juega en la posición de escolta.

## Trayectoria deportiva

### Instituto
Ivey creció jugando Fútbol americano, baloncesto y fútbol y practicando karate. Comenzó a concentrarse en el baloncesto como estudiante de primer año en la escuela secundaria. Jugó en el Marian High School en Mishawaka, Indiana en sus primeros tres años. Para su último año, fue transferido a La Lumiere School en La Porte, Indiana, uniéndose a uno de los mejores programas del país.

### Universidad

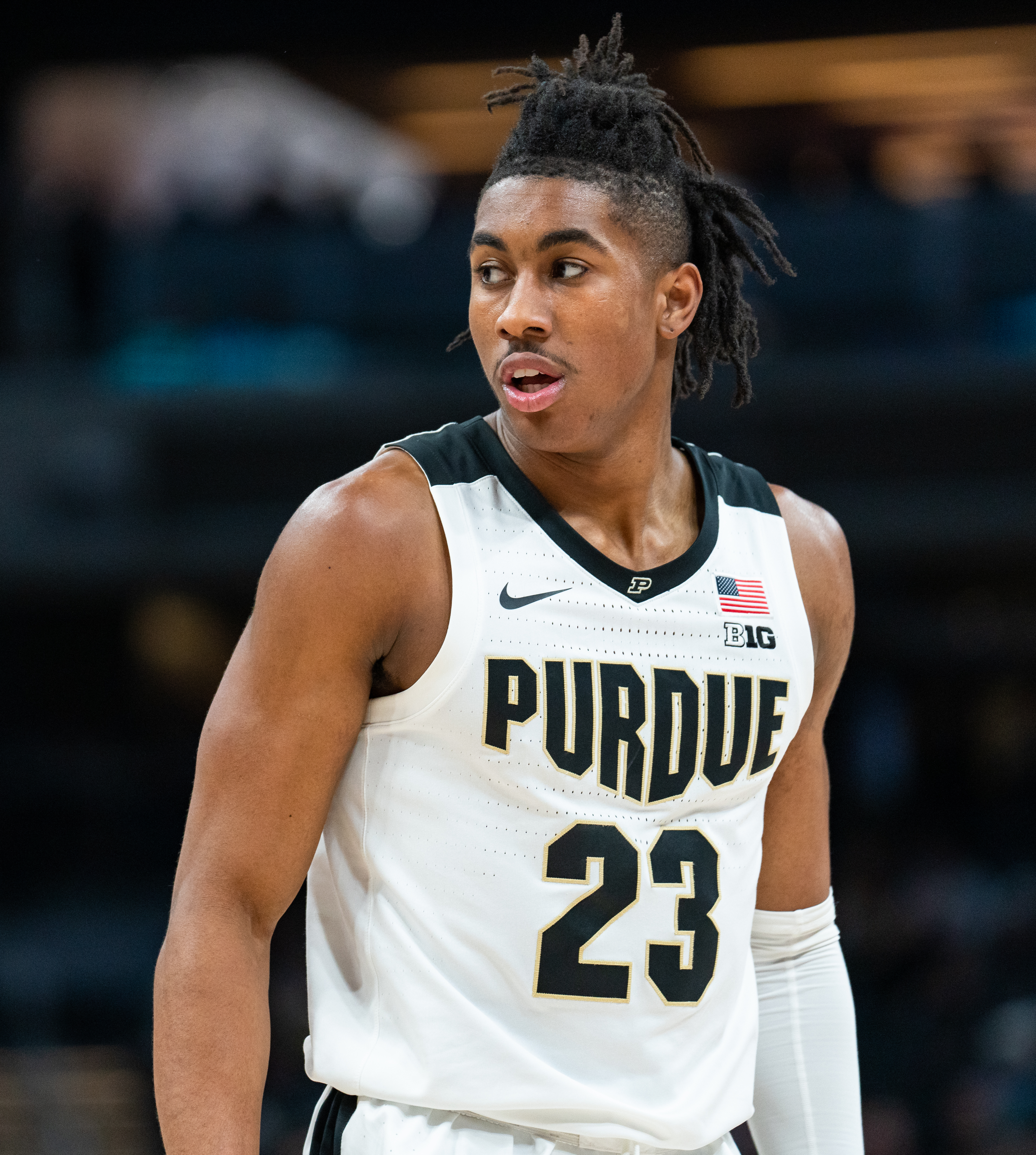
Ivey con Purdue en 2022.

Jugó dos temporadas con los Boilermakers de la Universidad de Purdue, en las que promedió 14,9 puntos, 4,3 rebotes y 2,6 asistencias por partido. En su temporada sophomore promedió 17,3 puntos, 4,9 rebotes y 3,1 asistencias por partido, lo que le valió para ser incluido en el primer equipo All-Big Ten, así como en el segundo equipo All-American.
El 31 de marzo de 2022, se declaró elegible para el draft de la NBA de 2022, renunciando a su elegibilidad universitaria restante.

#### Estadísticas
| Año     | Equipo | PJ | PT | MPP  | %TC  | %3P  | %TL  | RPP | APP | ROB | TPP | PPP  |
| ------- | ------ | -- | -- | ---- | ---- | ---- | ---- | --- | --- | --- | --- | ---- |
| 2020–21 | Purdue | 23 | 12 | 24.2 | .399 | .258 | .726 | 3.3 | 1.9 | .7  | .7  | 11.1 |
| 2021–22 | Purdue | 36 | 34 | 31.4 | .460 | .358 | .744 | 4.9 | 3.1 | .9  | .6  | 17.3 |
| Total   | Total  | 59 | 46 | 28.6 | .440 | .322 | .739 | 4.3 | 2.6 | .8  | .6  | 14.9 |

### Profesional
Fue elegido en la quinta posición del Draft de la NBA de 2022 por los Detroit Pistons. Debutó en la NBA en el primer encuentro de la temporada, el 19 de octubre de 2022 ante Orlando Magic, anotando 19 puntos. Su máxima anotación llegó el 27 de marzo de 2023 ante Milwaukee Bucks donde anotó 32 puntos. Esa temporada acabó disputando 74 encuentros, 73 de ellos como titular.
Durante su segundo año en Detroit, el 7 de febrero de 2024 ante Sacramento Kings consigue 37 puntos. Esa temporada disputó 77 encuentros, 61 como titular.
En su tercer año con los Pistons, el 25 de noviembre de 2024 ante Toronto Raptors consiguió la canasta ganadora sobre la bocina. El 1 de enero de 2025 se lesionó en un partido ante Orlando Magic. Se le diagnosticó una fractura de peroné en la pierna izquierda y se perderá, al menos, el resto de la temporada regular.

## Estadísticas de su carrera en la NBA

### Temporada regular
| Año     | Equipo  | PJ  | PT  | MPP  | %TC  | %3P  | %TL  | RPP | APP | ROB | TPP | PPP  |
| ------- | ------- | --- | --- | ---- | ---- | ---- | ---- | --- | --- | --- | --- | ---- |
| 2022-23 | Detroit | 74  | 73  | 31.1 | .416 | .343 | .747 | 3.9 | 5.2 | .8  | .2  | 16.3 |
| 2023-24 | Detroit | 77  | 61  | 28.8 | .429 | .336 | .749 | 3.4 | 3.8 | .7  | .5  | 15.4 |
| 2024-25 | Detroit | 30  | 30  | 29.9 | .460 | .409 | .733 | 4.1 | 4.0 | .9  | .4  | 17.6 |
| Total   | Total   | 181 | 164 | 29.9 | .429 | .352 | .746 | 3.7 | 4.4 | .8  | .4  | 16.1 |

## Vida personal
Su madre, Niele Ivey, es la entrenadora principal del equipo de baloncesto femenino de la Universidad de Notre Dame. Jugó en la WNBA durante cinco temporadas y fue jugadora All-American en Notre Dame. Su padre, Javin Hunter, jugó para los Baltimore Ravens y los San Francisco 49ers en la NFL. Su abuelo, James Hunter, también jugó en la NFL para los Detroit Lions.